# اشتولبرگ (راینلند)
شهر اشتولبرگ (به آلمانی: Stolberg) در ایالت نوردراین-وستفالن در کشور آلمان واقع شده‌است.